# Аям Пелунг
Аям Пелунг або Пелунг — це порода курей, яка походить із Західної Яви (провінція Індонезії). Велика і важка порода виникла в XIX столітті від Аям Кампунг — індонезійської сільської курки.

## Історія
Згідно з місцевою легендою, Джаркасіх (якого також називають Мама Атчі) — фермер і релігійний наставник із Чіанджура, знайшов на власному подвір'ї курча-півника, який ріс надзвичайно швидко. Через сім місяців півень мав величезний зріст і привертав увагу своїм потужним і затяжним кукуріканням. Блищько 1850 року нащадків цього півня почали розводити й назвати Аям Пелунг, що на місцевому діалекті означає «вигнута курка». Назва походить від здатності півня нахилятися вперед верхньою частиною тіла під час співу. Як і у випадку з Аям Бекісар, Аям Пелунг використовувався для проведення змагань зі співу, що ще більше підвищило популярність породи.

## Особливості
Типовими особливостями породи є довгий дзвінкий спів, що може тривати до одинадцяти секунд; надзвичайно великий і м'ясистий стоячий гребінь, який продовжується над дзьобом; червоне обличчя та рельєфна форма. Маса тіла дорослих півнів досягає 3,5-7 кг при зрості 40-50 см. Кури менші, важать близько двох-трьох кілограмів. За кольоровою гамою півні зазвичай золотисто-червоно-чорні та кремово-чорні.

## Поширення
Розведення цієї породи є популярним хобі на Західній Яві та завершується щорічним змаганням зі співів у Чіанджурі. Через значну масу тіла Аям Пелунг відіграє важливу роль у місцевому виробництві курячого м'яса, хоча приріст ваги в перші кілька тижнів життя в нього нижчий, ніж у сучасних бройлерів.